# Diocesi di Africa
La diocesi di Africa (in latino Dioecesis Africana) è una sede soppressa e sede titolare della Chiesa cattolica.

## Storia
Secondo l'Annuario Pontificio la sede di Africa sarebbe identificabile con Mahdia, antica sede episcopale della provincia romana di Bizacena. Tuttavia Mesnage riferisce che la città di Mahdia è stata edificata dagli Arabi nel 912-913 e corrisponderebbe alla romana Alipota, che non fu mai sede vescovile. Questa città fu conquistata dai Normanni di Sicilia che la mantennero per un breve tempo (1147-1160), sufficiente per erigervi una diocesi. Un vescovo di Mahdia, anonimo, probabilmente il primo, fu consacrato da papa Eugenio III nel 1148 nell'abbazia di Leno.
Sono noti altri due archiepiscopi Africani: Cosma, deceduto nel 1109 e sepolto nella cripta della cattedrale di Palermo; e Joffré (Joffridus) Panet, menzionato nel 1140; ma queste due date non coincidono con la conquista cristiana di Mahdia; si tratta probabilmente di vescovi in partibus. Dopo che la città fu ripresa dagli Arabi, è nota la presenza di altri vescovi, fino al XIII secolo.
Dal 1933 Africa è annoverata tra le sedi vescovili titolari della Chiesa cattolica; dal 25 marzo 2014 l'arcivescovo, titolo personale, titolare è Marek Zalewski, nunzio apostolico a Singapore e rappresentante pontificio residente in Vietnam.

## Cronotassi dei vescovi titolari
- Marco Libardoni, O.S.I. † (30 settembre 1964 - 25 ottobre 1966 deceduto)
- Rino Carlesi, M.C.C.I. † (12 gennaio 1967 - 26 maggio 1978 dimesso)
- Alejandro Goić Karmelić (23 aprile 1979 - 27 ottobre 1994 nominato vescovo di Osorno)
- Charles Asa Schleck, C.S.C. † (10 febbraio 1995 - 12 luglio 2011 deceduto)
- Marek Zalewski, dal 25 marzo 2014